# Diocèse d'Armenia
Le diocèse d'Armenia (en latin : Dioecesis Armeniensis ; en espagnol : Diócesis de Armenia) est un diocèse de l'Église catholique en Colombie, suffragant de l'archidiocèse de Manizales.

## Territoire

Il comprend les municipalités d'Armenia, Buenavista, Calarcá, Circasia, Córdoba, Filandia, Génova, La Tebaida, Montenegro, Pijao, Quimbaya et Salento du département de Quindío.
Il possède un territoire d'une superficie de 1 845 km2 divisé en 46 paroisses. Le siège épiscopal est dans la ville d'Armenia où se trouve la cathédrale de l'Immaculée-Conception (es).

## Historique
Le diocèse est érigé le 17 décembre 1952 par la constitution apostolique Leguntur saepissime du pape Pie XII en prenant une partie du territoire de la préfecture apostolique de Chocóet du diocèse de Manizales (aujourd'hui archidiocèse de Manizales).
À l'origine suffragant de l'archidiocèse de Medellín, il intègre la province ecclésiastique de l'archidiocèse de Manizales le 10 mai 1954 en vertu de la constitution apostolique Ob arduum de Pie XII.

## Évêques
- José de Jesús Martinez Vargas (18 décembre 1952 - 8 février 1972)
- Libardo Ramírez Gómez (8 février 1972 - 18 octobre 1986), nommé évêque de Garzón
- José Roberto López Londoño (9 mai 1987 - 7 octobre 2003), nommé évêque de Jericó
- Fabio Duque Jaramillo, O.F.M (29 novembre 2003 - 11 juin 2012), nommé évêque de Garzón
  - Sede vacante (2012-2014)
- Pablo Emiro Salas Anteliz (18 août 2014 - 14 novembre 2017), nommé archevêque de Barranquilla
- Carlos Arturo Quintero Gómez, depuis le 12 décembre 2018